# Améthyste (S605)
Pour les articles homonymes, voir Améthyste (homonymie).
Le sous-marin nucléaire d'attaque (SNA) Améthyste est l'un des six SNA de classe Rubis de la Marine nationale. C'est le cinquième exemplaire d'une série de six sous-marins construits par Naval Group. Le nom Améthyste est un acronyme pour « Amélioration Tactique Hydrodynamique Silence Transmission Écoute ».
L'Améthyste a été mis en chantier le 31 octobre 1984, lancé le 14 mai 1988, et admis au service actif le 20 mars 1992. Il est affecté à l'escadrille des sous-marins nucléaires d'attaque (ESNA) et est basé à Toulon. C’est actuellement le plus petit sous-marin à propulsion nucléaire du monde. La ville marraine de l'Améthyste est Épinal. Le successeur de l'Améthyste est le Casabianca de la classe Suffren dont la mise à l'eau est prévue autour de 2027-2028.

## Caractéristiques
Le SNA possède deux équipages - « bleu » et « rouge » - qui se relaient pour assurer son fonctionnement et son pilotage. La longueur de la permanence d'un équipage varie selon les missions et est de plusieurs mois.

### Caractéristiques techniques
- Limite de plongée : 300 m
- Armement : 4 tubes lance-torpilles de 533 mm pour torpilles F17  ou pour missiles SM-39 Exocet antinavire à changement de milieu[2]. Le sous-marin pouvait embarquer 14 torpilles F17, des mines sous-marines et 2 missiles SM-39 Exocet[4].
- Autonomie : 60 jours[4],[1], peut être prolongée de plusieurs mois grâce aux Bâtiments de Soutien mobiles (BSAM)[5]

Certains sous-marins de la classe Rubis comme l'Améthyste ou le Perle ont subi une modernisation de la structure et de l'armement. Les mines et torpilles de la classe Rubis sont les modèles FG29 pour les mines sous-marines et F17 pour les torpilles. Les torpilles F17 ont été remplacées par le modèle F21. Le dernier tir de torpilles F17 a eu lieu le 12 janvier 2024. Depuis 2013, un nouveau modèle de mine serait à l'étude. Les SNA de la classe Rubis seraient capables d'embarquer et de déployer une trentaine de mines sous-marines en un seul voyage.

### Propulsion

#### Principale
- Un réacteur à eau pressurisé K 48.
- Deux turbo-alternateurs.
- Un moteur électrique de propulsion.
- Une hélice ou pompe hélice - 9 500 ch (7 000 kW)[2]

#### Secondaire
- Un groupe diesel générateur SEMT Pielstick 8 PA 4 V 185 SM  de 650 ch (480 kW) pour une propulsion de secours
- moteur auxiliaire de 500 kW[2]

### Équipements électroniques
- 1 radar 1007
- 1 radar Racal Decca
- 1 sonar multifonction DMUX-20
- 1 sonar remorqué d’écoute très basse fréquence ETBF DSUV-62 C
- 1 sonar DUUG-7
- 1 détecteur de radar ARUR-13
- 1 système de direction de combat TITAC
- Système d’aide au commandement SEAO/OPSMER
- Système de transmission par satellite Syracuse
- Système de navigation intégré avec 2 centrales inertielles Minicim de SAGEM puis SIGMA 40 XP [8]
- Périscope de veille et périscope d'attaque [2]

## Service actif
Dans le cadre de l'opération Trident en 1999, l'Améthyste fût engagé en tant que sous-marin d'escorte du porte-avions Foch dans la Task force 470. Il assura également des missions de surveillance et de reconnaissance des côtes de la Yougoslavie. Le temps de mission aurait été de 59 jours. Il serait resté 83 jours en mer et surpasse son autonomie théorique de soixante jours. Le sous-marin fût décoré pour son engagement dans l'opération. 
L'Améthyste fait à nouveau partie du groupe aéronaval du porte-avions Charles de Gaulle en novembre 2002 pour participer à l'exercice interallié Péan. Avec la frégate Tourville, il fait partie de l'escorte du porte-avions et remplit la fonction de dissuasion conventionnelle.
En 2008, l'Améthyste escorte le porte-avions Charles de Gaulle pour réaliser des exercices avec les marines des États-Unis et du Canada. Il participe à la Joint Task Force Exercise 08-4 Operation Brimstone et fait escale à la base navale de Norfolk (photo en début d'article).
En novembre 2010, l’Améthyste participe à l'opération "Agapanthe 2010" devant le conduire en mer Rouge et en océan Indien. Durant cette opération, l’Améthyste escorte le groupe aéronaval constitué du porte avions Charles De Gaulle, des frégates Forbin et Tourville et du pétrolier-ravitailleur Meuse.
En 2015, l'Améthyste est déployé dans l'océan Indien pendant cinq mois. Il aurait effectué des missions de surveillance et de renseignement.
En 2019, l'Améthyste est de nouveau sollicité pour l'escorte du porte-avions Charles de Gaulle et participe à l'exercice "Varuna" avec la Marine indienne.
Lors de l'opération "Harmattan" en Libye, le 30 mars 2021, l'Améthyste a été vu à Malte lors d'un transfert de personnel.
De janvier à juillet 2022, le sous-marin a été déployé dans le cadre de la mission "Confiance" avec le BSAM Loire. Ils ont participé aux exercices militaires "Varuna" pour l'Inde et "Tiger Eel" pour les Émirats arabes Unis.
En septembre 2023, l'Améthyste aurait fait escale à Tromsø en Norvège dans le cadre d'un long déploiement dans la région. En effet, le BSAM Garonne aurait été déployé pour accompagner le SNA et prolonger ainsi son autonomie.
Le 12 janvier 2024, l'Améthyste réalise le dernier tir d’exercice d’une torpille lourde F17 Mod2 qui sera remplacée par la nouvelle F21. Lors de cet exercice, elle cible le bâtiment de soutien et d’assistance Pionnier au large de Toulon.
À partir de mai 2024 et pendant 7 mois, le sous-marin est en cale sèche à Toulon pour un arrêt technique. Le sous-marin subit une modernisation de sa sécurité plongée, de son sonar et l'installation des dispositifs nécessaires à l'accueil de la torpille F21.

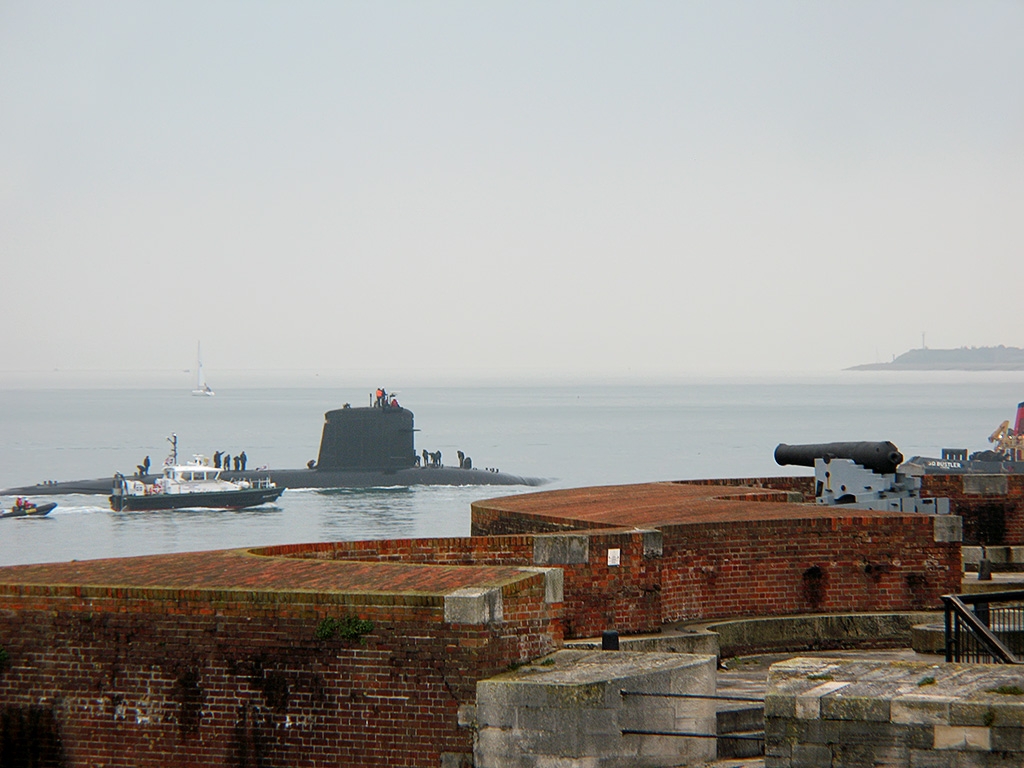
L’Améthyste entrant dans la base navale de Portsmouth le 6 novembre 2008

## Accidents
- Le 3 mars 1994, l’Améthyste heurte le fond de la mer lors d'une fausse manœuvre au large du cap Ferrat[19],[20].

## Disponibilité et entretien

### Roulement des SNA indisponibles
La France maintient un nombre constant de SNA dans sa flotte. L'un des plus vieux sous-marins est retiré du service uniquement quand le nouveau finit les tests pour mise en opération. La Marine française dispose de 6 SNA. Ce nombre permet d’établir un roulement périodique :
- un sous-marin est en entretien de longue durée - carénage - qui a lieu tous les 10 ans et d’une durée de 1,5 à 2 ans[4],[21]. L'entretien de longue durée se caractérise par une révision complète du sous-marin avec nettoyage voire remplacement du système à propulsion nucléaire. Les piles nucléaires sont aussi remplacées durant l'entretien.
- un 2e est en entretien intermédiaire qui a lieu tous les 3 à 4 mois[4] ou un de 5 mois tous les trois ans et demi[21]. L'entretien prend environ 5 semaines. Il peut être retardé par tout problème technique non prévu.
- un 3e est en entrainement à la suite d'un roulement du personnel ou une sortie d'entretien intermédiaire ou de longue durée. Il nécessite une période d'ajustements et d'entraînement pour le personnel.
- un 4e et un 5e seraient dans l'océan Atlantique et en mer Méditerranée principalement. Certains sous-marins peuvent être affectés ailleurs comme dans l'océan Indien régulièrement mais seront toujours escortés d'un BSAM pour prolonger leur autonomie.
- Le 6e et dernier peut être en opération en Méditerranée ou dans l'Atlantique mais aussi en fin de construction. Pour certifier la mise en opération, le sous-marin doit passer plusieurs tests en conditions réelles. Cette période permet aussi l'ajustement de certains composants ou des réparations.

La marine française dispose donc en moyenne de 3 à 4 sous-marins en opération ou prêts à l'être. Entre décembre 2002 et juillet 2003, des problèmes d'approvisionnement auraient contraint la Marine de laisser à quai 5 de ses SNA. On ne sait pas si l'Améthyste en faisait partie.

### Entretien de l'Améthyste
Le sous-marin a subi un accident en mars 1994. Des éléments de la coque ont été endommagés à la suite d'un choc avec le fond de la Mer Méditerranée. Il fut donc indisponible durant quelques mois. L'Améthyste a connu deux grands carénages au cours de son service actif : octobre 2004 à janvier 2006 et d'octobre 2015 à mars 2017 à Toulon. Le deuxième est le dernier, car le sous-marin devrait être remplacé à l'horizon de 2027.
En comptant les remplacements, vérifications habituelles et modernisations prévues, le dernier grand carénage aurait nécessité 18 mois de préparations et 1,2 million d'heures de travail. Environ 300 000 pièces de 12 000 équipements auraient été changées.

## Variantes
En 1987, le Canada a lancé un appel d'offres pour acquérir des sous-marins à propulsion nucléaire dans l'objectif de pouvoir assurer une surveillance militaire dans les glaces du cercle polaire. La France et le Royaume-Uni ont répondu à l'appel d'offres. La France a proposé un modèle dérivé de l'Améthyste. L'un des prérequis est que le sous-marin puisse percer 1 mètre de glace pour faire surface. Une autonomie importante est nécessaire pour de longs déplacements sous la glace.
Le projet fût remis en question lors des élections canadiennes de 1988. Le gouvernement sortant souhaitait des sous-marins nucléaires. L'opposition voulait des sous-marins à propulsion Diesel. Dans cette éventualité, la France a développé un modèle diésel en plus du modèle à propulsion nucléaire.
Les caractéristiques globales du modèle développé sont :
- longueur : 80 m
- poids en surface : 2 590 tonnes
- profondeur : 350 m maximum
- armement : 6 tubes lance-torpilles et 22 torpilles embarquées
- Dispositif pour percer la glace
- Autonomie : 70 jours
- Motorisation : propulsion nucléaire ou moteur diésel

Le modèle diésel aurait offert un rayon d'action en plongée de 400 milles marins à 4 nœuds et une vitesse maximale de 23 nœuds. Un autre modèle diésel, l'Améthyste Anaerobie, aurait été développé et le système de propulsion sans air MESMA produit par Bertin aurait permis de rallonger l'autonomie de plongée de 400 milles marins. Le projet fût néanmoins annulé par la suite.

## Décorations
Son fanion est décoré :
- de la croix de guerre des Théâtres d'opérations extérieurs avec 1 étoile de bronze au titre de l'Opération Trident en 1999.
- de la croix de la Valeur militaire avec 1 palme au titre de l'Opération Harmattan en Libye[24] en 2011.